# Anthessius obtusispina
Anthessius obtusispina är en kräftdjursart som beskrevs av Ho 1983. Anthessius obtusispina ingår i släktet Anthessius och familjen Anthessiidae. Inga underarter finns listade i Catalogue of Life.